# @ベイビーメール
『@ベイビーメール』（アットマークベイビーメール）は、山田悠介によるホラー小説。
文芸社より2003年4月に発行された。角川文庫では単行本サイズのものを2005年7月発行している。また、2004年7月に幻冬舎コミックスにてコミカライズ版が発行された（漫画は幸崎えん担当）。
2005年9月には映画公開している（少しストーリーに違いあり）。

## あらすじ
高校教師・斉藤雅斗は、親友である警察官・斉藤慎也から奇妙な猟奇殺人事件について聞かされる。その事件は、女性が腹を食い破られ、腹からへその緒が飛び出しているというものであり、同じ時間に3人の男が口から泡を吹いて死んだという。
そんなある日、慎也の妻・順子はベイビーメールなるものを受け取った。ベイビーメールは「私は子供を持とうとしている者を恨んでいる。私の子供を育てさせてあげる」という内容の本文で、「@」という添付ファイルを開くと赤ん坊の泣き声がして、携帯の液晶が割れるという不気味なものだった。その1か月後、彼女はその猟奇事件と同じような状態で見つかった。しかし、1か月前に彼女は生理がきていたのにもかかわらず、遺体で発見された時は妊娠4か月と診断されていた。
そして、そのメールは雅斗の恋人である朱美や、雅斗の教え子だった飛鳥の携帯電話にも届いていた。

## 登場人物
斉藤雅斗
都内の私立高校に勤める高校教師。
斉藤慎也
武蔵野東警察署少年課の刑事で、雅斗の親友。
斉藤朱美
慎也の妹で、雅斗の恋人。
小川飛鳥
雅斗の元教え子で、現在は学校を中退している。
平本愛　
「ベイビーメール」送信者。
平本菊子
平本愛の母親。

## 書籍情報
小説
- 単行本：文芸社、2003年4月発売、ISBN 978-4835558936
- 文庫
  - 角川ホラー文庫版、2005年7月8日発売、ISBN 978-4043792016
  - 角川文庫版、2015年7月25日発売、ISBN 978-4041029251

漫画
- 幻冬舎コミックス バーズコミックス スペシャル、2004年7月24日発売、ISBN 978-4344804289

## 映画
2005年9月10日に公開された。上映時間は75分。

### キャスト
- 小川飛鳥 - 松田まどか
- 斉藤雅斗 - 村上幸平
- 高田朱美 - 岡元夕紀子
- 平本菊江 - 吉行由実
- 井上美帆 - 霧島れいか
- 大鷹明良
- 恩田括
- 長宗我部陽子
- 坂田裕美
- 森下能幸

### スタッフ
- 監督：中村義洋
- 脚本：鈴木謙一
- 企画 - 山本正
- プロデューサー - 山本正、多井久晃、宇田川寧
- ラインプロデューサー - 大野真里
- 撮影 - 小松高志
- 照明 - 松岡泰彦
- 録音 - 小林徹哉
- 音楽 - 藤野智香
- 特殊造型 - 堀尾禎宏
- 特殊メイク - 堀尾禎宏
- 美術 - 延賀亮
- 助監督 - 高橋雄弥
- 製作：クリエイティブアクザ、ワコー、ダブ
- 製作プロダクション：ダブ
- 配給：クリエイティブアクザ

### 主題歌
- Asuka「OH…What a night 」

### 関連商品
- @ベイビーメール DVD（クリエイティブアクザ、2005年12月22日発売、AXDS-1108）